# Соловьёва, Екатерина Николаевна
Екатерина Николаевна Соловьёва (род. 20 ноября 1977, Болшево, Московская область) — российский фотограф-документалист, автор проектов о русской провинции. Член Союза фотохудожников России с 2016 года.

## Биография
Родилась в 1977 году в поселке Болшево Московской области. Отец — журналист и писатель Соловьёв Николай Михайлович. В 2002 году закончила редакционно-издательское отделение факультет журналистики МГУ. C 2002 года живёт в Гамбурге (Германия), много времени проводя в поездках по северу России.
С 2007 года сотрудничала с отечественными и зарубежными СМИ как фотограф, публиковала проекты и фотоистории в онлайн и печатных изданиях. Создала и модерировала жж-сообщество «Русский север».
С 2009 по 2012 год вела фото блог о жизни в России на сайте русской службы BBC.
В 2011 году фотографии из цикла «Каргополь-Колодозеро» вошли в шорт-лист конкурсов «Лучший фотограф» и Sony World Photography Awards.
В 2013 году участвовала в яхтенной фотоэкспедиции документальных фотографов «От Белого до Чёрного моря», организованной фондом поддержки документальной фотографии Liberty.SU, по итогам которой в московской Галерее классической фотографии прошла выставка «От Белого до Чёрного. Север».
В январе 2014 года издательство Bad Weather Press (Испания) опубликовало фотокнигу «Паломники» (Pilgrimage). Участвовала во второй части яхтенной фотодокументальной экспедиции «От Белого до Чёрного», в которой сняла серию, посвященную Крыму.
В 2016 году выходит публикация серии фотографий об улицах Урицкого — более 600 улиц и площадей в городах бывшего СССР носят имя председателя Петроградской ЧК.
В 2018 году издательство Schilt Publishing (Нидерланды) опубликовало итог десяти лет съемок — книгу Екатерины «The Earth´s circle. Kolodozero» о карельской деревне Колодозеро и «священнике-панке» Аркадии Шлыкове.
В 2019 году материал Екатерины Соловьёвой «Эльфы, Кегри и сульчины», опубликованный в журнале «Огонёк», стал победителем в номинации «Печать» Девятого всероссийского конкурса журналистских работ «СМИротворец».
В 2021 году Екатерина начала разыскивать и собирать архивы провинциальных костромских фотографов. В 2022 году она опубликовала работы 1920—1940 годов фотографа Владимира Русина из поселка Судиславль, снимки из фотолаборатории села Спас и архив фотографа-любителя Андрея Носова из города Галич. В 2023 году в Костроме Екатерина представила выставку работ 1960—1980-х годов документального фотографа Владимира Варновского из села Парфеньево.

## Награды
- 2012 The Best of Russia, финалист
- 2014 Фестиваль «Фотопарад в Угличе», приз жюри за социальный проект «Улица Урицкого» и мультимедиа проект «Осень в провинции».
- 2016 Tetenal Classic Photography Award, третье место
- 2017 Moscow Photobookfest, третье место[20]
- 2017 Питерфотофест, приз жюри в номинациях «Мультимедия и короткометражный фильм» и «Авторская малотиражная книга»[21].
- 2017 The layered cake of Neighbornes (Финляндия), третье место
- 2018 Helsinki Fotofestival (Финляндия), победитель
- 2019 «СМИротворец», победитель

## Персональные выставки
- 2018 «Тверские карелы», Краснодарский государственный историко-археологический музей-заповедник им. Е. Д. Фелицына, Краснодар[22]
- 2019 «Круг земной. Колодозеро», Храм Мученицы Татианы при МГУ, Москва[23]
- 2019 «Круг земной. Колодозеро», Инновационный Культурный Центр, Калуга[24][25][26]
- 2019 «Среднерусская возвышенность», фотогалерея «Криста», Рыбинск[27][28][29]

## Книги
- Соловьёва Е. Н. ПАЛОМНИКИ (Pilgrimage). — Испания : Bad Weather Press, 2014. — 24 с.
- Соловьёва Е. Н. The Earth’s Circle: Kolodozero. — Нидерланды : Schilt Publishing, 2018. — 128 c. — ISBN 9053308997

## Публикации
- 2011: «Северный цвет. Как в моей жизни появился Каргополь»
- 2013: «Последний житель деревни Кочки»
- 2016: «Улица какого-то…», «Первая неделя», «„Дураки“ на краю света»
- 2017: «Тверские карелы: погружение в Россию»
- 2018: «Эльфы, Кегри и сульчины», «Круг земной»
- 2019: «Круг земной. Колодозеро и „чувак, одетый в ковер“»